# ارژبت‌واروش
اِرژِبِت‌واروش (به مجاری: Erzsébetváros) ناحیهٔ ۷ از ۲۳ ناحیهٔ بوداپست در مجارستان است. ارژبت‌واروش ۲٫۰۹ کیلومتر مربع مساحت و ۵۳٬۳۸۱ نفر جمعیت دارد.

## خواهرخوانده
سْتاری گراد، نور و کارلواتس خواهرخوانده‌های ارژبتواروش هستند.